# Antoon II Keldermans

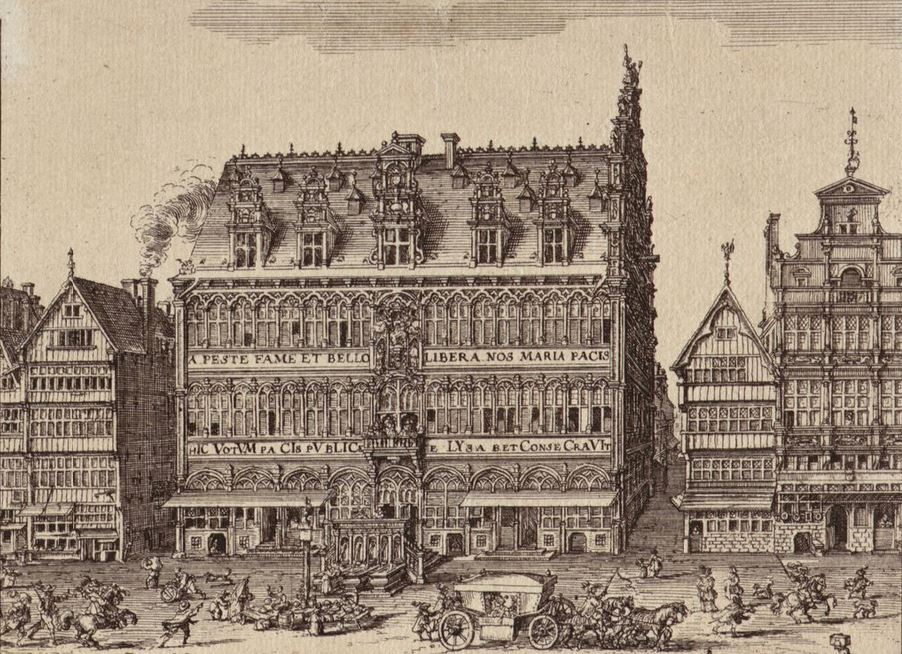
Het broodhuis in Brussel, ontworpen door Antoon II Keldermans in 1514.

Antoon II Keldermans, ook Anthonis II Keldermans (?-1515), bijgenaamd 'de Jonge', was een Brabants architect, lid van een belangrijk geslacht van architecten en beeldhouwers, de familie Keldermans.
Als Mechels architect werkte hij voornamelijk aan bouwwerken in Alkmaar en Middelburg, voordien opgestart door zijn vader Antoon I. Net als zijn vader kreeg hij de titel Meester Architect van de stad Mechelen toegewezen.
In 1514 bouwde hij naar eigen ontwerp het Broodhuis in Brussel, een gebouw in late Brabantse gotiek.
Antoon II werd als eerste van het Keldermans geslacht architect van aan het hof van keizer Karel V.

## Lijst van bouwwerken (selectie)
- Grote of Sint-Laurenskerk in Alkmaar (vanaf 1512)
- Stadhuis van Middelburg (vanaf 1512)
- het Broodhuis in Brussel (1514)
- Spuihuis in Lier (tezamen met zijn vader Antoon I Keldermans[1]